# 洛天依
洛天依是哔哩哔哩旗下虚拟歌手厂牌Vsinger的虚构人物，围绕其一系列运行于各歌声合成软件的歌声库展开，由中国插画师ideolo作造型设计，由中国配音演员山新錄製。天依是有着治愈歌声的少女歌手，灰髮绿瞳，年龄15岁，身高156cm。Vsinger通过三维计算机动画与合成语音呈现出舞台出镜的天依，有时由山新代替合成语音配音。
2011年11月20日，Vocaloid China Project启动，此项目是日本乐器制造商雅马哈为了在中国推广其开发的歌声合成技术Vocaloid和制作其第一款中文歌声库，而授予日本云服務提供商Bplats在中国的子公司上海禾念运营。2012年3月22日，上海禾念公布洛天依、乐正绫、乐正龙牙、徵羽摩柯和墨清弦五名新角色，其中第一款中文歌声库将根据天依开发。同年7月12日，由上海禾念开发的Vocaloid 3版洛天依歌声库发布。2014年2月1日，五名角色的著作权从雅马哈转移至已脱离母公司的上海禾念。2015年5月28日，上海禾念为五名角色加上另一角色言和宣布虚拟歌手厂牌Vsinger。2017年12月30日，Vocaloid 4版歌声库组合发布。2018年5月21日，Vocaloid 4日语版歌声库组合发布。2023年2月11日，Vocaloid 5版歌声库组合发布。2023年10月16日，由时域科技开发的ACE AI版歌声库发布。2024年1月16日，由小冰科技开发的X Studio版歌声库公开测试。此外，舞台出镜的天依初期是通过山新配音实现说话，目前主要使用由哔哩哔哩鸣实验室开发的私有语音库合成。在合成原理上，Vocaloid是基于波形拼接，ACE AI、X Studio和私有语音库则是基于深度神经网络。
洛天依的音乐作品多数由爱好Vocaloid文化的内容创作者“P主”贡献，Vsinger制定开放的使用条款给予支持，这些作品集中在视频分享网站哔哩哔哩弹幕网等网站。P主在原创的歌曲中不仅使用天依合成歌声，还注明她为主要表演者，然后以音乐视频的形式上传至网站宣传，有些会使用天依出场音乐视频主角。其中，由P主ilem创作的歌曲〈普通Disco〉最为知名，上传的九个月后便收获超过三百万次观看，甚至在2015年年末被中国歌手李宇春带上了湖南卫视跨年演唱会的舞台，两个月后，Vsinger在湖南卫视小年夜春晚中运用增强现实技术呈现天依与中国歌手杨钰莹同屏演出。这些曝光提升了天依在普通观众中的知名度，Vsinger以此为契机将天依从亚文化推广至主流媒体，通过持续开展主流文艺合作，希望将天依经营成最具中国青少年影响力的虚构人物之一。

## 语音库
| 年份                               | 标题                                       | 语音库                                               | 引擎                               | 平台                               | 操作系统      |
| 歌声合成                           | 歌声合成                                   | 歌声合成                                             | 歌声合成                           | 歌声合成                           | 歌声合成      |
| ---------------------------------- | ------------------------------------------ | ---------------------------------------------------- | ---------------------------------- | ---------------------------------- | ------------- |
| 2012年                             | 《Vocaloid 3 Library：洛天依》             | - Tianyi_CHN                                         | Vocaloid 3                         | Vocaloid 3 Editor （兼容最高版本） | Windows       |
| 2017年                             | 《Vocaloid 4 Library：洛天依》             | - Luotianyi_CHN_Meng - Luotianyi_CHN_Ning            | Vocaloid 4                         | Vocaloid 4 Editor （兼容最高版本） | Windows macOS |
| 2018年                             | 《Vocaloid 4 Library Luo Tianyi Japanese》 | - Luotianyi_JPN_Normal - Luotianyi_JPN_Sweet         | Vocaloid 4                         | Vocaloid 4 Editor （兼容最高版本） | Windows macOS |
| 2023年                             | 《Vocaloid 5：洛天依》                     | - Luo_Tianyi_Meng - Luo_Tianyi_Ning - Luo_Tianyi_Wan | Vocaloid 5                         | Vocaloid 5 Editor （兼容最高版本） | Windows macOS |
| 2023年                             | 应用内提供                                 | - 洛天依                                             | ACE AI                             | ACE Studio                         | Windows macOS |
| 公开测试                           | 应用内提供                                 | - 洛天依                                             | Xiaoice X Studio DNN Singing Model | 网易云音乐·X Studio                | Windows macOS |
| 语言版本皆为官话，除日语版歌声库。 |                                            |                                                      |                                    |                                    |               |

- 《Vocaloid 3 Library：洛天依》是Vocaloid China Project制作，上海禾念开发的Vocaloid歌声库，作为Vocaloid 3 Editor的歌声插件于2012年7月12日发行。此库的推荐节奏在每分钟80至170拍之间，推荐音域在A2至D4之间。[1]首发限定版的加值品是洛天依1比8人物模型、人物设定集《Art Collections》、CD专辑《Sing Sing Sing》以及储存了专辑曲目伴奏的8GB闪存盘。[2]

- 《Vocaloid 4 Library：洛天依》是上海禾念开发的Vocaloid歌声库组合，作为Vocaloid 4 Editor的歌声插件于2017年12月30日发行，[3]此组合包含两部歌声库，一部是更新自上一版的「Meng」（萌），推荐节奏在每分钟80至170拍之间，推荐音域在A2至D4之间；另一部是根据山新使用另一种风格录制的数据开发的「Ning」（凝），推荐节奏在每分钟70至160拍之间，推荐音域在C3至F4之间，两部歌声库在Vocaloid 4 Editor中支持交叉合成功能。

- 《Vocaloid 4 Library Luo Tianyi Japanese》是上海禾念开发的Vocaloid日语歌声库组合，作为Vocaloid 4 Editor的歌声插件于2018年5月21日发行，[4][5]此组合包含两部歌声库，一部是根据2012年日语数据开发的「Normal」，另一部是根据鹿乃录制的数据开发的「Sweet」，两部歌声库的推荐节奏为每分钟80至170拍，推荐音域为A2至D4，在Vocaloid 4 Editor中支持交叉合成功能。

- 《Vocaloid 5：洛天依》是上海禾念开发的Vocaloid歌声库组合，作为Vocaloid 5 Editor的歌声插件于2023年2月11日发行，[6]先前于2021年10月20日内部测试。此组合包含三部歌声库，更新自旧版的「Meng」「Ning」，以及新增另一风格的「Wan」（婉），Meng的推荐节奏为每分钟80至170拍，推荐音域为A2至D4，Ning的推荐节奏为每分钟70至160拍，推荐音域为C3至F4，Wan的推荐节奏为每分钟70至200拍，推荐音域为F2至F4。[7]

- 「洛天依」，通称洛天依ACE AI，是时域科技开发的ACE AI歌声库，作为ACE Studio的歌手云服务于2023年10月16日由上海禾念通过赠送兑换码发行，先前于2022年8月27日公开测试。[8]

- 「洛天依」，通称洛天依XS，是小冰科技开发的小冰框架歌声库，作为网易云音乐·X Studio的歌手云服务于2024年1月16日公开测试。[9]

- 一些技术爱好者会节选洛天依的官方语音库音频，通过SoVITS[10]-SVC等技术进行自定义AI语音库模型训练。部分自定义模型性能强于官方语音库。

## 人物塑造
洛天依当前的背景信息十分简单，洛天依是一名年龄15岁、身高156cm的少女，性格温柔又坚强，代表色为天藍色（#66CCFF），乐器是麦克风，生日在7月12日，音之精灵是天钿，名称寓意是「华风夏韵，洛水天依」。

### 原型与概念
Vocaloid China Project在2011年的虚拟形象征集中评选Moth（瑁侍）创作的人物样稿「雅音宫羽」为优胜作品，雅音宫羽具有浓重的中华风格和很高的辨识度，宫羽有着红色的瞳色，梳着灰色的短发，头顶结有类似蝴蝶结的双鬟，鬟中留出两撮具有初音未来双马尾印象的及膝的长发，辫尾被染成白色并且套上了笔斗，像毛笔一样；宫羽穿着民国女子校服，水蓝色挖肩倒大袖短衫和深蓝色西式百褶短裙；双手穿有深蓝色的露指手套；下身穿有左腿中筒右腿过膝的深蓝色长袜、黑色靴子；在上衣袖子上安有凸显科技感的发声器、电子显示屏和电路板，在黑色腰带左边挂着三颗呈三角结构的红色山楂。此外，Moth赋予了人物设定，宫羽的性格很好，不会与人争吵，会通过吹笛子缓解压力，喜欢吃山楂冰糖葫芦，所以挂了一串当作保佑演出的护身符，宫羽会用辫尾蘸上墨水来书写绘画。
2012年3月22日，Vocaloid China首次公布了天依的部分背景信息，天依的年龄为15岁，身高156cm，是来自其他世界的外星人少女「Vocaloid」，性格有点内向，十分憧憬着Vocaloid前辈们曾经在人类世界创造了历史，天依作为他们种族的特殊能力是「共鸣」，能够感受到并且读出人类深藏在「心中的歌声」，某日她获得了召唤，作为新人带着某个重要任务而来到人类世界，天依不会人类的语音，只能通过歌声来表达感情。另外，人类、Vocaloid和音之精灵的世界原本是相互独立的，而突然之间产生了联系，种族之间也开始了相遇。2012年6月6日，VC公布了第一篇VCP的宣传动画，其中描绘了天依在家乡世界的故事：天依身穿雅音宫羽样式的校服站在湖边练习唱歌，她看到她的音之精灵过来便询问消息，得到否定的回答后她失落地坐下来向湖面丢出了一块菱形的石头，音之精灵很快地解释刚才是在开玩笑，天依便激动地弹起来带上它搭乘风筝模样的交通工具前往Vocaloid学院来接受考核，天依在一位长者的注视下展现出她的歌喉，期间她身边的共鸣图案若隐若现，最后三个评委给予了这次考核不合格，之后她们来到餐厅，吃着炒饭的音之精灵看到坐在一旁难过的天依便拿出来大葱给予安慰，突然天依收到了长者的传召，于是她们来到长者那墙壁四周挂满Vocaloid前辈们画像的房间，在长者的告知下，她们搭乘从房间地面升起的飞行器前往人类世界，最终她们坠落在类似上海的都市的郊外，而在坠落前恰好被乐正绫看到。2012年6月19日，VC公布天依的音之精灵名为「天钿」。2012年7月6日，VC发布了第二篇动画：飞行器打开舱们，里面刚睡醒的天依在舱门往前探出身子迷迷糊糊地坠落下去，不小心和来到飞行器下的绫接吻，那一刻天依对绫共鸣，天依的身边不仅清晰地展现出了共鸣图案，并且还悬至空中唱出了绫心中的歌声，天依身后也瞬间生长出了高大的世界树。2012年7月11日，VC公布天钿的角色设定，它的年龄为10岁，身高30cm，能化身成天依的麦克风，从小与天依相依为伴因此十分熟悉她的性格，能够替天依表达情绪。2012年8月30日，VC发布了第三篇动画：天依被绫带到举办漫展「XOG EXOO」的中国馆，同行的还有绫的社团成员乐正龙牙、徵羽摩柯和墨清弦，突然天依和摩柯被袭来的人群冲到了馆内，摩柯看到馆内的事物兴奋地到处乱跑，天依在追逐的途中发现天钿被举办比赛的人当成特大肉包作为一等奖绑在舞台的高台上，天依想上前搭救但是无法穿入严严实实的人群，这个时候摩柯跳了出来依靠美色成功报名上比赛，然后从人群特意辟出来的一条道走到舞台参加比赛，凭借高超的键盘弹奏能力拿下了一等奖，将天钿归还给了天依。2012年11月12日，天依的故事在第五话中迎来结尾：他们五人在展览馆的化妆室里作最后的演出准备，天依看着不得劲的绫，便拿起握住她的手给予鼓励，然后天依和乐队成员们来到舞台上，天依站在绫身边拿着天钿化身成的麦克风歌唱着绫心中的歌曲〈心印〉，天依和绫的身边两侧都出现了因「共鸣」而产生的一蓝一红的翅膀图案。在《Art Collections》中进一步得知天依的背景信息：天依作为Vocaloid居住在遥远的世界「瓦纳海姆」中保留着中国传统风貌的领「神州领」，而身为人类的绫是在人类世界「米德嘉特」，音之精灵是在第三世界「精灵乡」，天依很容易受到周围人的情绪波动，并且对认准的事情十分坚定，同时，感情丰富的她会使用歌声来表现自己和他人的感情，对于她来说，用歌声给别人带来快乐是最幸福的事情，天依的从天而降解决了绫缺少乐队主唱的燃眉之急，之后绫也把歌手的位置让给了天依；天依的象征物是中国五声音阶中的“羽”，代表符号是梵文。
Jarryestel引用了《汉书·律历志》中的“羽为水声，居北方，时序为冬”来体现洛天依的性格和她给人的印象，还解释了名字的由来和含义：“洛”取自洛神，体现中国地理文化；“天”是中国人常用来指代自身的字（比如天朝），呼应了角色从天而降的设定；“依”是由ideolo提出，谐音“一”，拥有依靠互相支持之意，以及“伊人”之意。在取名上也考虑到汉语和日语的发音贴近，并且说明洛天依的世界观最初是为了给VCP宣传动画提供脚本思路而创作，并非为了限制创作者自由发挥。

### 造型设计

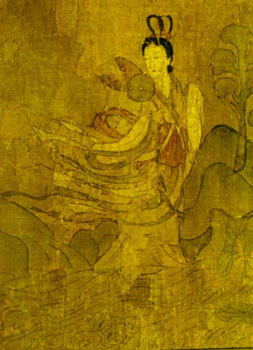
洛神，洛天依的创作印象，在《洛神赋图》中的画像

雅音宫羽被评为优胜作品后，ideolo按照雅马哈给出的「继承」雅音宫羽设计的要求，而创作出了大不同的外观：天依的瞳色改为绿色，原本鬟中的两撮长发改为相结的短麻花辫，而长辫的元素则是转移至束于耳下、垂放于胸前并且缩短至胯部；上衣的颜色改为带有蓝色花纹包边的白色，保留了上衣的下摆，胸口裁剪成诃子样式的抹胸，并套上无肩带胸罩，原来的领子改成假领子并且佩戴上绿色玉佩，原来的倒大袖改为假袖子、并且安上了一对白色圆盘镶嵌碧玉的投射装置；手臂还穿上了黑色袖套，原本的露指手套和腰带被移除，山楂改为挂在裙边的中国结；短裙同样改为带有蓝色花纹包边的白色；长袜改为黑色并且对调了长短，靴子改为左蓝右白。洛天依的创作印象是参照中国神话人物洛神，为了借助初音未来在华的影响力在设计上也有所影响，ideolo在游玩《怪物猎人》时从海龙游动的样子受到启发在衣服设计出作为表现水流的蓝色花纹包边。在艺术设定集《Art Collections》中收录了ideolo创作天依的早期设计稿，天依的瞳色依旧为红色，并且其衣着具有中华仙侠风格。:11-13
2015年5月28日，上海禾念公布虚拟艺人品牌Vsinger，不久，2016年7月23日，Vsinger公布对应Vocaloid 4歌声库的新造型设计，由插画师「圈」绘制，天依换上了类似学校偶像的衣着，之后Vsinger因为粉丝的反对表示作罢。2016年10月12日，当时的参投方奥飞娱乐表明不会建立角色的世界观设定。2017年6月19日，Vsinger公布由中国插画师TID设计的两幅新造型设计，在对应Vocaloid 4版的设计中，天依大体继承原先的设计风格，其中假袖子被删除，投射装置移动到了腰间并且挂上了一些飘带，上衣和胸罩改为挂脖紧身内衣，下摆的衩口改得更高和更圆润类似于围裙，手腕带上水晶手镯，在对应日语版的外观中，天依身穿日系软妹风的衣着。2017年1月16日，Vsinger在洛天依首场演唱会举行前公布了天依的应援色为天藍色（#66ccff）。
2021年7月12日，Vsinger公布了对应Vocaloid 5歌声库的造型设计，由TID设计，天依换上了主色调为白色的古典洛丽塔装，2021年7月14日，因为粉丝反对Vsinger表示天依、言和和乐正绫的三部新外观全部作罢。2022年5月11日，Vsinger公布了新的Vocaloid 5造型设计，天依鬟中的单麻花辫改为不编结的两撮短发，上衣改为白色的吊带束腰燕尾裙，胸口的布料为半透明色，裙摆剪裁为花瓣形状，袖套的黑色改为蓝色，长袜改为左腿白右腿蓝的长靴。2022年10月19日，Vsinger公布了对应ACE AI歌声库的造型设计，由ideolo设计，这幅外观沿袭了最初的和Vocoloid 4 版的设计，并且加入宇宙和投影的元素。

### 声音
2011年10月，山新在配音员的选拔中，面对「你心中Vocaloid China第一款角色会是什么样的声音呢？」的问题则回答道：“我希望是空灵、宁静、治愈，可以带给大家力量和勇气的声音。”随后在员工们的讨论与思考下，她从百位候选者中脱颖而出。2012年4月，山新来到上海录制天依的汉语和日语声库的样本，录制的天数将近有一周，同时，中国籍日本声优Kkryu也前来录制尚未创作完成角色的歌声库样本。由于山新当时并不会日语，于是在前上海禾念音乐制作部门总监G.K（彭韬光）的指导下现学现录。在录制过程中，山新为了确保成品可以适应各种音乐风格而克制着声音感情，但是她希望在录制中能够赋予天依一部分灵魂，默默地传递给大家“力量”“勇气”以及“爱”的感情。最初的歌声库是由G.K指导开发，还有另一人协助完成，G.K负责了录制、采样编辑、标注的绝大部分工作。之后的歌声库皆由现上海禾念音乐总监人形兔指导开发。2020年12月6日，Vsinger公布鹿乃参与录制了日语声库的样本。
2017年6月17日，在上海禾念举行的演唱会「Vsinger Live 2017洛天依全息演唱会」中，在舞台上的天依首次在山新的配音说话和动作捕捉演员的动作操纵下实现与观众互动。除了真人配音，洛天依也运用了深度神经网络语音库，由哔哩哔哩鸣实验室采用洛天依的歌声库作为主要数据源开发为还原标志性音色。

## 背景

### 文化起源
Vocaloid（ボーカロイド）是日本乐器生产企业雅马哈根据拼接合成开发的歌声合成软件，用户在乐谱编辑器Vocaloid Editor中选择声库、输入音符和歌词便可以获得合成歌声。2007年8月31日，日本贸易公司Crypton作为雅马哈给予软件授权的第三方合作商发行了Vocaloid日语歌声库《初音未来》（初音ミク），《初音未来》的制作概念是「未来的偶像」，不同于过去如工具一般的人声合成器，Crypton希望用户能投入感情将其视为自己在家庭工作室里打造的「偶像歌手」。Crypton邀请日本插画师Kei创作出一名可爱女性外观的同名虚构人物作为虚拟形象，并且在歌声的设计上要求日本声优藤田咲使用「清楚而可爱」的音色录制。《初音未来》在发行后大受欢迎，吸引到了不少业余音乐爱好者和御宅族，同时，Crypton鼓励爱好者对初音未来这名人物二次创作，随着日本弹幕式视频分享网站Niconico动画的兴起，日本互联网上源源不断地出现着由爱好者上传的使用《初音未来》合成歌曲人声的音乐视频、描绘初音未来的图画和三维动画，在创作风潮下，初音未来自此成为了由众多用户生成内容搭建、以音乐视频为内容中心的偶像。并且，受到当时自称「某某P」的游戏《偶像大师》玩家影响，那些使用《初音未来》还有其他Vocaloid歌声库的内容创作者也开始自称「某某P」，之后这类创作者还被通称作「Vocaloid-P」。在Vocaloid-P的实验创作下从合成器流行和舞曲搖滾演变出了融合派音乐类型「Vocaloid流派」，Vocaloid-P通过各种渠道把歌曲推向市场，取得了优秀商业成绩的歌曲为Vocaloid流派吸引来更多创作者甚至是专业音乐人，Vocaloid流派也进而从次文化社区走进日本的主流音乐市场。另一方面，Crypton在初音未来高涨的影响力下运作了电子游戏、人物模型、現場音樂表演和广告代言等一系列商业特许经营，将初音未来打造成活跃在现实世界中的「虚拟」偶像艺人，并且藉由日本在全球的文化影响力往世界各地展开演艺活动。而在中国大陆，这些景象则是通过日本文化爱好者翻译Niconico动画上的音乐视频在AcFun等网站小范围传播，一同传播的还有音Mad视频，到了2009年6月19日，一支由中国网友荼荼丸以绿坝娘为主角创作的视频《绿坝绿坝☆河蟹你全家feveR.【作者：荼荼丸歌：方正畅听软件音源】》公开于互联网，视频中的歌曲是改编自一首由日本Vocaloid-P Samfree使用Vocaloid歌声库《巡音流歌》创作的〈LukaLuka★NightFever〉，因其讽刺中国政府当时推广的內容管制軟體《綠壩·花季護航》的中文填词在中国互联网引起不小轰动，音Mad和初音未来这类角色开始引人注目，影响了之后的中文Vocaloid社区搭建。

### 开发前
2011年6月8日，山葉发布Vocaloid的第三个版本「Vocaloid 3」，Vocaloid 3在原先对应日语和英语的两种语言上新增了漢語、韩语和西班牙语。很快，山葉着手扩展中国市场，自2010年起被山葉授权运营Vocaloid日本市场的日本雲端運算服務公司Bplats派遣项目发展部门总经理任力到上海在2011年6月14日自行全资成立地方销售公司上海禾念信息科技有限公司（以下简称上海禾念），在雅马哈的许可下作为品牌方「Vocaloid China」（以下简称VC）引进《初音未来》等Vocaloid歌声库以及推动制作第一款Vocaloid汉语歌声库的项目。
2011年11月20日，VC宣布项目Vocaloid China Project（以下简称VCP）启动。由于此项目的性质上是中日合作，项目内容需要遵守中华人民共和国的相关法律法规，上海禾念故在之后的角色上融入了中国传统音乐和文化。2011年12月1日，VC面向中国网友举行了征集汉语歌声库虚拟形象的选拔活动，评选以项目制作人Jarryestel（王杲）为主在公司内部进行，入围作品将会经过调整，活动结束于2012年1月2日。同月VC面向汉语配音员举行了歌声库配音员的面试选拔。2012年1月17日，VC公布由网友Moth（瑁侍）创作的角色「雅音宫羽」和其他四名角色入围，其中宫羽被评为优胜作品，并且让当选的配音员中国配音演员山新在现场幕后展现了声音。雅音宫羽在活动截止时获得了网友们的12票、83.3%的评分，尽管最受网友欢迎的是另一名入围的角色「绫彩音」，但是VCP出于市场考量而选择宫羽改编成Vocaloid声库。2012年3月22日，VC公布了由华人插画师ideolo以雅音宫羽等入围角色为原型创作的洛天依、乐正绫、乐正龙牙、徵羽摩柯和墨清弦五名新虚构人物的信息，并且宣布Vocaloid第一款汉语歌声库将以洛天依开发，并且，洛天依也是五名角色中唯一有歌声库规划的角色。

## 历程

### 2012年
通过媒体组合宣传Vocaloid China Project，发行《洛天依》，开展「校园行」地面推广
2012年6月6日，VC公布了第一篇VCP的宣传动画，包括后续尚未公布的四篇动画是由VC许可七灵石动画制作，VC为了切合Vocaloid文化的自由性没有给予配音和字幕，在第一篇中使用了歌曲〈心印〉的伴奏作配乐，并且首次展示了洛天依声库的声音。6月18日，VC发售天依的1/8人物模型、SD版人物模型和天钿的毛绒玩具。7月6日，VC公布了第二篇动画，其中使用了歌曲〈Feel Your Dream〉的伴奏作配乐。7月11日，VC公布了共鸣系列专辑的第一弹专辑《Sing Sing Sing》的交叉试听视频。7月12日，VC在第八届中国国际动漫游戏博览会上宣布发行第一款Vocaloid汉语声库《洛天依》，并且邀请到日本Vocaloid-P八王子P在现场打碟，八王子P播放了前半部分使用《天依》演唱汉语、后半部分演唱日语的歌曲〈Mysterious〉（此曲在两天后被八王子P在日本音乐活动「Voca Nico Night」（ボカニコ）中再次播放），同时，博览会的主题曲〈梦想的此时此刻〉是使用《洛天依》演唱。7月13日，根据洛天依改编的音樂遊戲《Vocanova》由禾念发行于App Store，支持iPad 2和New iPad。7月16日，山新透露日语声库计划在秋季发行。8月23日，VC公布了〈Mysterious〉的中文版音乐视频，此曲的完整版追加收录于Vanguard Sound发行的专辑《Dual Sight》中，日语版音乐视频有在成都漫展「iComike」的Vocaloid China展台上播放展示。9月，VC针对作为潜在用户的高校学生联合上海高校的社团和校园活动开展了「校园行」地面推广，推广内容为宣传Vocaloid文化和音乐知识，12月24日，VC在第十一届魔都同人祭「Comicup 11」上宣布发行共鸣系列专辑的第二弹——合辑《Dance Dance Dance》，共鸣系列专辑的第三弹——翻唱专辑《梦的七次方》（翻唱自主打韩国虚拟歌手SeeU的合辑《SV01 SeeU's Compilation Album》）。

### 2013年
脱离Bplats，发行《言和》，宣布平台Vocanese，开展广告代言的特许经营
2013年1月18日，VC宣布启动2013年的校园行活动，并且邀请感兴趣者留下联系方式。1月19日，在得到SBS Artech资助的韩国爱好者为SeeU举办的全息演唱会「疯狂御宅的非官方B级不要问SeeU演唱会」（暂译）中，通过全息投影呈现的天依表演了歌曲〈66CCFF〉。2月8日，上海海事大学社团BMclub在取得VC的许可和VC提供PPS影音的支持下开展洛天依全国音乐创作大赛，结束于2月15日。3月1日，洛天依全国音乐创作大赛的获奖名单公布，第一名是〈前尘如梦〉，第二名是〈吃货星〉，第三名是〈清风少女〉。3月7日，VC宣布校园行的范围扩展至全国高校和中学。3月23日，VC在第四届上海原创漫画展Comic Fantasia 04上宣布发行共鸣系列专辑的第三弹——翻唱自《Dr.Yun's 1st Album ☆》的翻唱专辑《星》。6月30日，任力进行管理层收购，上海禾念于7月1日之后作为独立公司运营。7月11日，上海禾念在第九届中国国际动漫游戏博览会上宣布发行由日本雲端運算服務公司Mercury企划、由Bplats制作的第二款Vocaloid汉语声库《言和》，此声库是根据中国籍日本声优Kkryu录制的语音样本开发，同时宣布创作分享平台「Vocanese」和《言和》的运营品牌「言和Project」。11月16日，Luna Safari通过推文证实日语声库已被取消。12月12日，游戏《龙之谷》宣布天依代言游戏的世界杯活动，并且公布使用《天依》演唱的宣传曲〈守护〉。

### 2014年
终止Vocaloid China，尝试电视渠道曝光，开始常年客串政府展会的吉祥物
2014年1月31日，VC宣布在上海禾念和雅马哈的协商下此品牌终止运营，Vocanese将作为中国唯一的推广Vocaloid品牌。2月1日，洛天依和相关角色的著作权从雅马哈转移至上海禾念。3月13日，上海禾念出版教程书《Vocaloid 3官方教程 从“零”开始教你玩！！》。7月16日，禾念与風行網举行活动“‘洛天依’进军《中国梦之声》”，募集节目的主题曲。10月28日，Vocanese宣布活动结果并未得到节目支持。11月29日，Vocanese宣布天依代言首届上海国际科普产品博览会。12月5日，上海禾念在上海国际科普产品博览会上宣布，与创客星球、韩国ST Media合作策划2015年的全息演唱会项目。

### 2015年
管理层变动，宣布品牌Vsinger，发行《乐正绫》
2015年2月2日，任力离职。5月28日，上海禾念公布了虚拟艺人品牌Vsinger，将角色定位于「艺人」身份，将公司定位于「经纪团队」身份，并化名Mr.V。7月1日，Vsinger宣布举行「双面乐府」音乐征集活动，截止至9月30日。同日，7月17日，Vsinger在第十届萤火虫动漫游戏嘉年华上宣布发行第三款Vocaloid汉语声库《乐正绫》，此声库是根据大陆网络歌手祈Inory录制的语音样本开发。

### 2016年
首次通过电视面向全国观众「出圈」，宣布Vocaloid 4版声库，开始打造与真人艺人同台的「荧幕明星」
2016年2月3日，在《2016湖南卫视小年夜春晚》中，通过擴增實境呈现的天依三维模型与大陆歌手杨钰莹合演了歌曲〈花儿纳吉〉。3月12日，Vsinger确认了开发天依的Vocaloid 4声库。3月22日，Vsinger分享了录制样本的现场照片，表示录音工作已经开始。7月23日，在演唱会《Bilibili Macro Link 2016》中，通过全息投影呈现的天依演唱了歌曲〈66CCFF〉〈Connect~心的连接~〉和〈夜舞〉，之后人形兔证实了〈夜舞〉是使用了新的声库（即「凝」）演唱。9月15日，在《2016湖南卫视中秋之夜》中，通过擴增實境呈现的天依出场通过声库歌唱报幕。10月15日，在湖南卫视《第十一届金鹰节互联盛典》中，通过增强现实呈现的天依与大陆歌手圈9同台演唱了歌曲〈权御天下〉。12月31日，在《湖南卫视2017跨年演唱会》中，通过增强现实呈现的天依和乐正绫与大陆演员马可同台演唱了歌曲〈九九八十一〉和〈追光使者〉。

### 2017年
举办首场演唱会，乐正龙牙「出道」，涉入直播带货，与中共新媒体合作年轻化的主旋律宣传，发行Vocaloid 4版声库
2017年2月25日，Vsinger宣布举行「Vsinger创作征集大赛」，截止至3月25日。3月18日，在许嵩2017上海演唱会“青年晚报”中，通过全息投影呈现的天依表演了歌曲〈追光使者〉，并且与歌手合演了歌曲〈深夜书店〉。4月2日，Vsinger公布「Vsinger创作征集大赛」的金奖为〈噗呦噗呦〉，银奖为〈达拉崩吧〉，铜奖为〈迂回步〉。5月10日，Vsinger宣布发行首款男声汉语声库《乐正龙牙》，此声库是根据大陆配音演员张杰录制的语音样本开发，并且宣布乐正龙牙作为Vsinger一员以歌曲〈月狐物语〉出道。6月15日，海蝶天津以「洛天依」名义发行迷你专辑《虚拟游乐场》。6月17日，上海禾念在梅赛德斯-奔驰文化中心举办了主打洛天依的Vsinger全员演唱会「Vsinger Live 2017洛天依全像演唱会」，其中天依的日语声库通过演唱〈极乐净土〉再次面世。10月4日，在《2017湖南卫视中秋之夜》中，通过增强现实呈现的天依、乐正绫和乐正龙牙与台湾乐团狮子合唱团同台演唱了〈彩云追月〉。11月11日，在天猫“光明乳业官方旗舰店”的直播中，通过擴增實境呈现结合由山新配音的天依登场推销商品。12月8日，在湖南卫视节目《天天向上》中，通过增强现实呈现的天依演唱了〈66CCFF〉。12月26日，共青团中央发布了与上海禾念合作的第二届中国制造日主题曲〈天行健〉，使用《天依》演唱。12月30日，Vsinger宣布发行洛天依的Vocaloid 4版声库。12月31日，在《2017江苏卫视跨年演唱会》中，通过增强现实呈现的天依与台湾歌手周华健同台演唱了〈Let it Go〉。

### 2018年
营销「传统文化融合科技文化」标签，徵羽摩柯和墨清弦「出道」，发行日语版声库

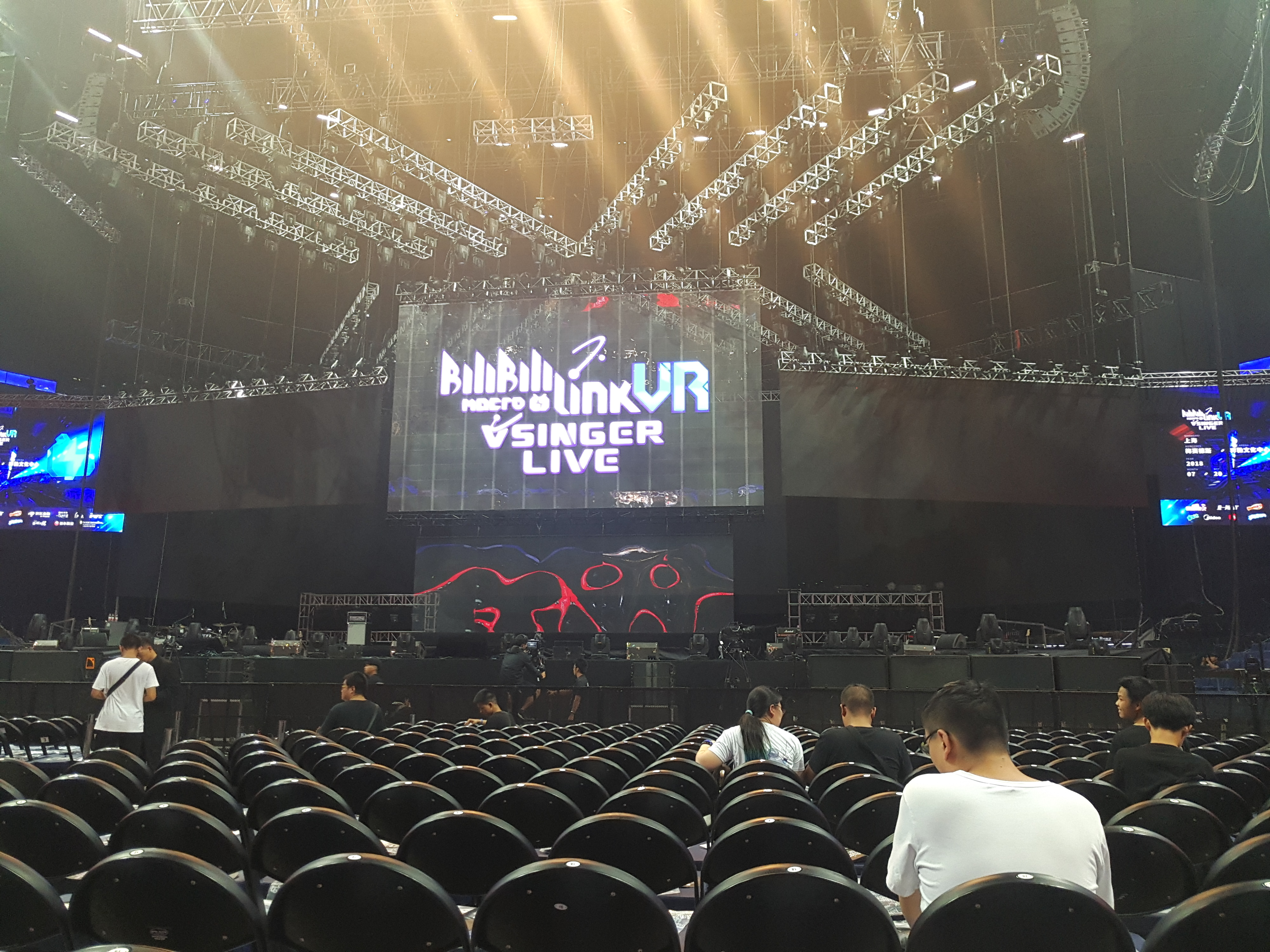
Bilibili Macro Link-Visual Release × Vsinger Live演唱会开始前

2018年3月31日，在CCTV综合《经典咏流传》第一季第八期中，通过增强现实呈现的天依与大陆京剧演员王珮瑜同台演唱了歌曲〈但愿人长久〉。5月21日，Vsinger宣布发行洛天依的日语版声库。5月30日，Vsinger宣布发行第二款男声汉语声库《徵羽摩柯》，此声库是根据大陆配音演员苏尚卿录制的语音样本开发，并且宣布徵羽摩柯作为Vsinger一员出道。6月14日，Vsinger宣布发行第四款女声汉语声库《墨清弦》，此声库是根据大陆网络歌手冥月录制的语音样本开发，并且宣布墨清弦作为Vsinger一员出道。7月14日，Vsinger在上海杨浦大剧院举行「洛天依&言和2018生日会」。7月20日，Vsinger Live与Bilibili Macro Link-Visual Release合并举办为演唱会「Bilibili Macro Link-Visual Release × Vsinger Live」。8月13日，上海禾念发布了音乐分享社区移动应用程序《口袋歌姬》，支持Android和iOS，拥有在线合成歌声的功能。11月3日，网易云音乐在北京国家体育场举办的音乐会「国风极乐夜」中，通过擴增實境呈现的天依登场演唱了歌曲〈权御天下〉。12月31日，在《2019江苏卫视跨年演唱会》中，通过增强现实呈现的天依与大陆歌手薛之谦同台演唱了歌曲〈达拉崩吧〉。

### 2019年
深耕唱跳演出之路，被Bilibili揽入麾下

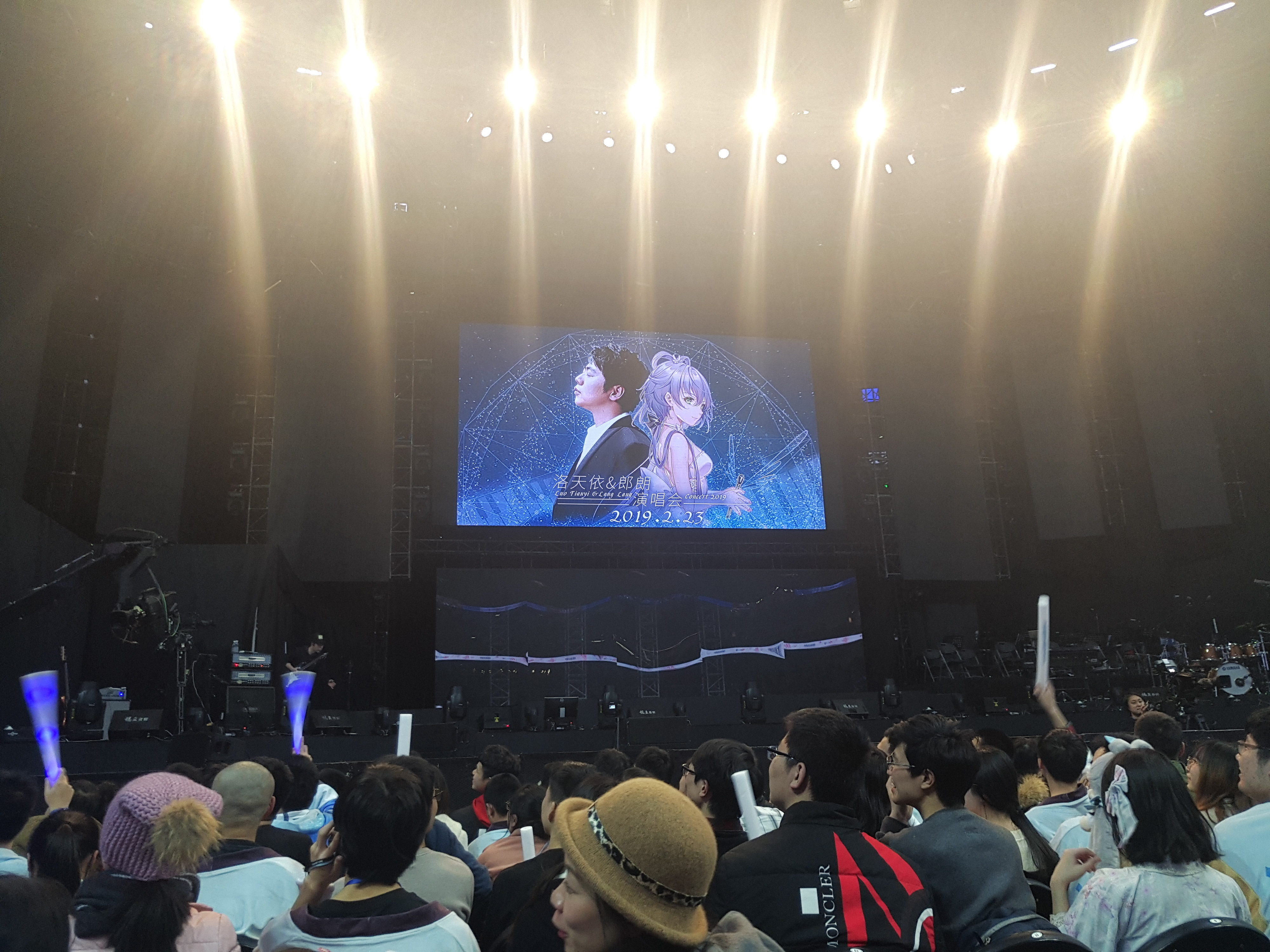
虚拟歌手洛天依&郎朗全息演唱会现场

2月23日，上海禾念在上海梅赛德斯-奔驰文化中心举行了演唱会「虚拟歌手洛天依&郎朗全息演唱会」，此次演唱会的特色是洛天依与大陆钢琴家郎朗的「合作」，演唱会上郎朗为洛天依弹奏多首古典音乐和〈普通Disco〉等爱好者创作的歌曲。3月1日，Vsinger宣布发行合辑《Lost in Tianyi》。5月18日，荔枝FM在广州亚运城综合体育馆举办的音乐会「2019荔枝声音节」中，通过擴增實境呈现的天依演唱了歌曲〈权御天下〉〈千年食谱颂〉〈小柠檬〉〈中华铄金娘〉和〈夜舞〉。7月19日，天依作为嘉宾登场Bilibili Macro Link-Visual Release 2019，此次是首次与初音未来同台演出。7月29日，哔哩哔哩弹幕网的运营商上海幻电披露近日收购此前负责网站经纪业务的超电文化。9月22日，在日本音乐会Diva XR Festival中，通过全息投影呈现的天依演唱了歌曲〈66CCFF〉〈千年食谱颂〉〈Draw〉（ドロー）和〈T.A.O〉。12月2日，在“演艺大世界—2020上海国际音乐剧节”发布会上，通过擴增實境呈现的天依演唱了歌曲〈普通Disco〉。12月12日，超电文化收购上海禾念。12月31日，在《Bilibili晚会：二零一九最美的夜》中，通过擴增實境呈现的天依与琵琶演奏家方锦龙同台演出了歌曲〈茉莉花〉。

### 2020年
深耕虚拟演出，扩展跨界合作
2020年1月23日，在CCTV综艺节目《2020东西南北贺新春》中，通过擴增實境呈现的天依与哈萨克歌手迪玛希合唱了歌曲〈茉莉花〉。4月21日，通过增强现实呈现结合山新配音的天依登场李佳琦的直播间。5月4日，在大陆央视节目《奋斗的青春最美丽——2020 年五·四青年节特别节目》中，通过擴增實境呈现的天依演唱了歌曲〈少年〉。5月16日，在浙江卫视节目《天赐的声音》中，通过擴增實境呈现的天依与台湾歌手张韶涵同台演唱了歌曲〈芒种〉，还与大陆歌手白举纲同台演唱了歌曲〈万古生香〉。7月10日，在上海举行的青少年人工智能创新发展论坛中，通过增强现实呈现结合由山新配音的天依登台与李佳琦演讲。7月12日，Vsinger通过哔哩哔哩弹幕网直播举办“洛天依生日会2020”，并且宣布发行合辑《Moments》。8月9日，Vsinger与抖音推出了次元跨界直播活动合作，通过擴增實境呈现结合山新配音的天依与大陆相声演员孙越合作相声表演。8月21日，Vsinger与优酷合作举办直播「洛天依生日会2020」。8月29日，在上海梅赛德斯奔驰文化中心举行的“AI+艺术欣赏体验会”中，通过增强现实呈现结合由山新配音的天依与周俊夫共同主持，并在钢琴演奏家樊大卫、二胡演奏家赵磊的演奏下共同演唱歌曲〈茉莉花〉。12月31日，在《2020最美的夜 bilibili晚会》中翻唱了歌曲〈夜航星〉。

### 2021年
登上央视春晚，宣布Vocaloid 5版声库
2021年2月11日，在央视节目《一年又一年》中，由山新配音的天依为后续节目做预热；在《2021年中央广播电视总台春节联欢晚会》中，通过增强现实呈现的天依与大陆主持人月亮姐姐、大陆歌手王源同台演出了歌曲〈听我说〉。6月7日，中国环球电视网發佈了中俄科技創新年宣傳曲〈出发向未来〉，由洛天依和娜娜演唱，娜娜是由創新年制作的虚拟俄羅斯人物，其形象是由俄羅斯科技公司Malivar創作，其合成歌聲是由科大訊飛提供技術。7月9日，天依作为嘉宾参加Bilibili Macro Link-Visual Release 2021，演唱了歌曲〈万分之一的光〉〈香草茶与黑咖啡〉〈安娜的橱窗〉和〈美好生活上买单吧〉，并且与使用虚拟形象登台的鹿乃共同演唱了〈谎言是恋爱的开始〉（嘘つきは恋のはじまり）。7月10日，Visnger宣布在Bilibili World限定发售主打Vsinger全员的合辑《Color Flow》。7月12日，Vsinger在上海梅赛德斯奔驰文化中心音乐俱乐部举行「2021.7.12洛天依生日会」。9月10日，北京冬奥组委公布〈Time to Shine〉被评选为第二届冬奥优秀音乐作品。10月16日，在江苏卫视《2060》先导片中，通过三维动画呈现的天依表演了歌曲〈达拉崩吧〉。10月20日，Vsinger宣布开启天依Vocaloid 5版声库测试版的申请试用。12月11日，Vsinger宣布预售合辑《Special Wishes 2021》。12月24日，在《2060》最后一期中，通过增强现实呈现的天依在舞台上演唱了歌曲〈未完成的·乐章〉。12月31日，在《2022江苏卫视跨年演唱会》中，通过增强现实呈现的天依等Vsinger全员演唱了歌曲〈卡路里〉，并且与硬糖少女303同台演唱了歌曲〈普通Disco〉。

### 2022年
借「冬奥」提升影响力，宣布基于深度神经网络的两款歌声库和一款语音库
2022年1月18日，Vsinger宣布在1月25日预售与TID合作的纪念美术集《落纸烟云》。2月2日，在“相约北京”奥林匹克文化节暨第22届“相约北京”国际艺术节的开幕式中，通过擴增實境呈现的天依演唱了歌曲〈Time to Shine〉，并且通过动作捕捉技术表演了花样滑冰。同日，在《中国梦·我的梦——2022中国网络视听年度盛典》中，通过增强现实呈现的天依与方锦龙表演了〈茉莉花〉。2月14日，Vsinger宣布预售主打Vsinger全员的混音专辑《和光同尘》，并且在1月25日开始发行。2月15日，在《2022年中央广播电视总台元宵晚会》中，通过增强现实呈现的天依与大陆歌手刘宇宁同台演唱了歌曲〈Time to Shine〉。4月28日，Vsinger宣布发布由Nanoda和Kinsama创建的「V4公式服模型」和「Q版V4公式服模型」。5月5日，Vsinger公布了运用时域科技开发的ACE AI技术开发的新声库，并且开启测试版的申请试用。5月7日，Vsinger宣布征集对应ACE AI声库的人物外观设定，截止至7月5日。7月1日，Vsinger公布了运用小冰深度神经网络歌唱模型开发的新声库，用于X Studio。7月12日中午，Vsinger公布征集ACE AI人物外观的获胜者是ideolo设计的「星空投影」。7月12日19点12分，Vsinger举办洛天依的十周年生日会，通过网络直播平台播出；其中，Vsinger宣布了洛天依的第一款语音库，基于小冰框架开发。

## 文化影响
由于每个创作者对音乐的喜好、对洛天依形象的理解以及对生活感悟的不同，他们创作出的作品的音乐风格和呈现方式也不尽相同。作品大多数是受到了另一类中国亚文化「古风」的影响，还有一些是融合了节奏蓝调、摇滚和電子音樂等海外音乐流派。其音乐风格大致可以分为6个类别，分别为：古风、鬼畜、梗曲、暗黑、御宅、日系等。下面对一些较知名的歌曲进行介绍。
- 《洛天依投食歌》是中国动画师西瓜吃柏晓改编〈走进全家秋叶原店很兴奋〉（ファミマ秋葉原店に入ったらテンションがあがった）的动画短片，上传于2012年8月29日，歌曲旋律简单轻快，不断重复“好饿好饿好饿我真的好饿”和“吃呀吃呀吃呀吃”的歌词，让听众很快就能深陷其中。此短片被提名2013土豆映像节的最佳娱乐精神奖。[171]

- 〈权御天下〉是2015年哔哩哔哩拜年祭的歌曲，音乐视频由P主乌龟Sui上传于2015年3月5日，之后由哔哩哔哩作为唯一曲目以「洛天依」的名义收录至发行于2016年1月1日的专辑《2015哔哩哔哩般年纪》（原文如此）。此曲是由乌龟Sui作曲和编曲，由ST作曲，由挨批熊调校；音乐视频是由墨兰花语制作。此曲在编曲上使用了中国传统乐器的琵琶和竹笛，以及日系摇滚风格的鼓组和电吉他。此曲是以中国历史人物孙权为创作题材，歌词采用古诗词文体。音乐视频结合了中国传统剪纸艺术和日本漫画风格，其中，视频中的历史人物插图是以Vocaloid角色扮演登场，而非按照史书记载的和现代影视的形象绘制。[26]

- 〈普通Disco〉是由P主ilem创作的歌曲，音乐视频上传于2015年3月21日，使用《洛天依》和《言和》演唱，由华音鼎天作为单曲以「洛天依」和「言和」的名义发行于2016年1月7日。此曲的创作灵感是来自ilem大学期间《机械学基础》课程中“普通螺钉”这一术语被着重强调，歌曲中旋律和重复「普通的／地」的歌词十分吸引听众。[172]

- 〈花儿纳吉〉是由P主ilem创作的歌曲，音乐视频上传于2015年10月8日，由海蝶音乐作为单曲以「洛天依」和「言和」的名义发行于2015年10月20日。此曲是使用《洛天依》和《言和》担任女方和男方演唱，此曲为广西民歌特色，在编曲上运用電子音樂、节奏蓝调和迪斯科风格的器乐，并且在歌曲间奏加入一段爵士风格的钢琴独奏。[26]

- 〈达拉崩吧〉是由P主ilem创作的歌曲，音乐视频上传于2017年3月24日，由ilem自行作为单曲以「ilem」「洛天依」和「言和」的名义发行于2017年6月15日。此曲的创作灵感是ilem经过马路感觉名称很长很奇怪，歌词饶舌具有趣味性，音乐视频是ilem在宿舍使用扑克牌扮演歌词里的「勇者」角色、垃圾桶扮演「巨龙」拍摄的。[173]

## 反响

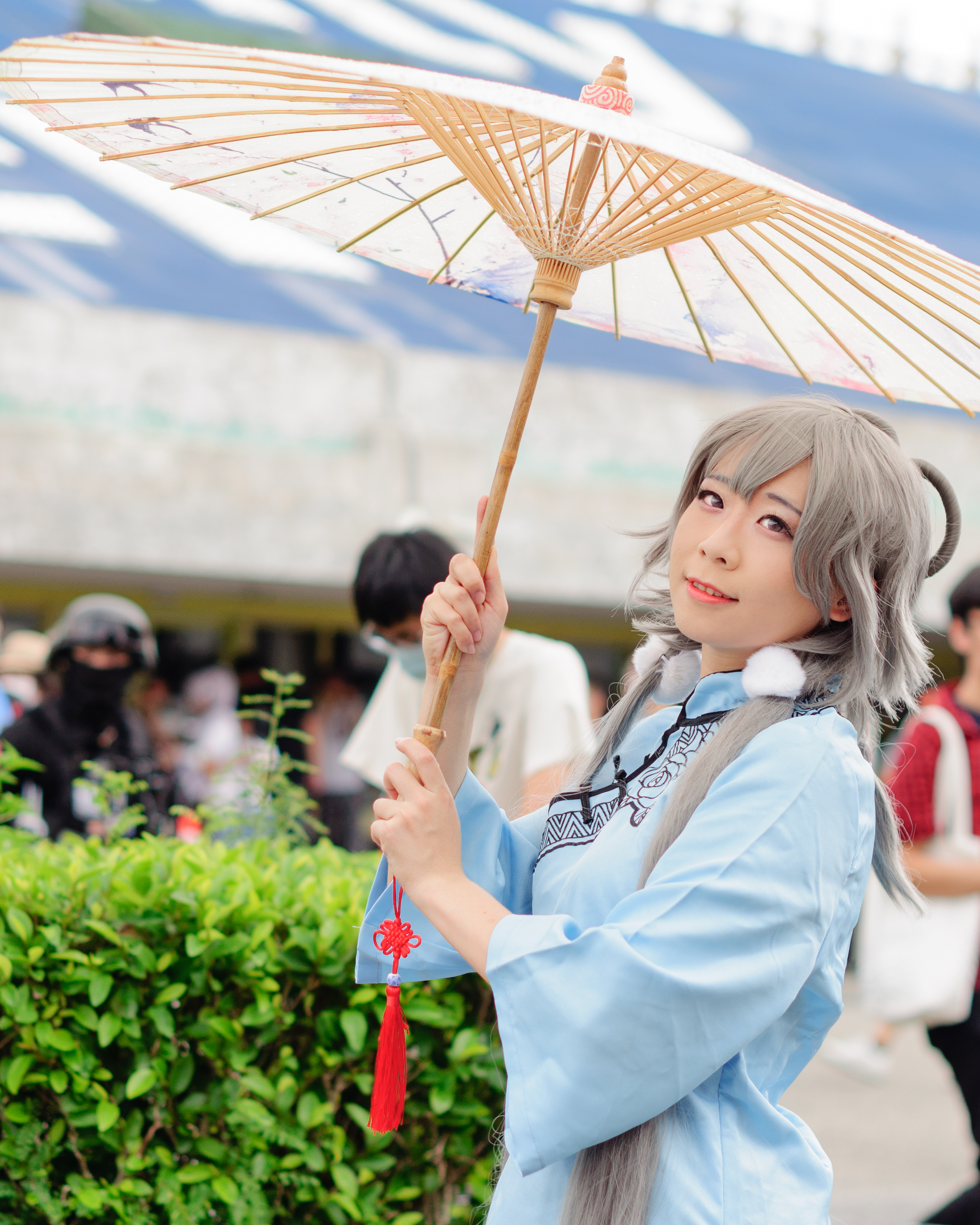
在36届开拓动漫祭上，扮演洛天依的Cosplayer

洛天依在诞生之初就受到了对新事物充满好奇的青年人的关注。洛天依利用Vocaloid这一技术，让粉丝群体与其在某种程度上产生共鸣。同时，由于新媒体技术的发展，洛天依与其粉丝产生了类似于社会中的关系：粉丝参与内容生产，并与洛天依进行互动。在这一过程中，粉丝能够产生群体的自我认同，并且感到愉悦。
东方网评价洛天依的外形可爱甜美，声音治愈人心、舞台表现极具感染力。上观新闻认为洛天依在“中国虚拟人行业发展领域有着标杆作用”，有广阔的发展前景。北青网评价洛天依的走红像是一个“风向标”，使中国动漫形成了较为完整的产业链，让“国漫发展迎来了黄金时代”。有论文认为这也使得许多公司发现粉丝经济的商机，转而开始进入文化产业中的娱乐行业。央广网认为，科技赋能是洛天依登台演出的必备条件，是“中国文化输出能力不断提升的体现”，能够“向世界展现更真实、更立体、更全面的中国”，讲好中国故事。

## 音乐作品
以下仅列出上海禾念推出的音乐专辑，关于更多，请见洛天依在各个音乐流媒体服务的艺术家页面。一般而言，由内容创作者提供的歌曲需要经过上海禾念的审核才能在歌曲的艺术家栏位上填写「洛天依」。不过，上海禾念在一些音乐流媒体平台如网易云音乐等建立了“洛天依”账号、开放给所有使用洛天依声库创作歌曲的创作者使用。原经过上海禾念的审核的歌曲的歌手栏则会重命名为“洛天依Official”。

### 合辑
作为主打艺术家
| 曲序 | 曲目                |             | 作曲   | 时长 |
| ---- | ------------------- | ----------- | ------ | ---- |
| 1.   | 《茉莉花的音符》    | Honkoon（ほんこーん） | 謝謝P  | 3:04 |
| 2.   | 《Feel Your Dream》 | Trii        | Trii   | 3:54 |
| 3.   | 《风萤月》          | 古扬名      | Zoey   | 5:24 |
| 4.   | 《三月雨》          | 圣月樱涙    | Wing翼 | 4:31 |
| 5.   | 《不辍》            | 蛇千        | 乐痕   | 4:20 |
| 6.   | 《自然物语》        | Merlin      | Ryuu   | 3:59 |
| 7.   | 《千年食谱颂》      | H.K.君      | H.K.君 | 5:17 |

| 曲序 | 曲目               |             | 作曲     | 时长 |
| ---- | ------------------ | ----------- | -------- | ---- |
| 1.   | 《三原色》         | Komine      | Cnsouka  | 4:36 |
| 2.   | 《Pinocchio》      | O           | YYChan   | 5:23 |
| 3.   | 《Wonderful pain》 | O           | Haloweak | 5:47 |
| 4.   | 《miRage》         | O           | G.K      | 5:13 |
| 5.   | 《Shout for life》 | O           | YYChan   | 7:04 |
| 6.   | 《Evolution》      | Yukia Ddong | Haloweak | 5:13 |
| 7.   | 《Glitcher》       | O           | G.K      | 5:43 |

| 曲序 | 曲目                                                |        | 作曲   | 时长 |
| ---- | --------------------------------------------------- | ------ | ------ | ---- |
| 1.   | 《虚拟游乐场》（洛天依，鐵竹堂之PlayAZ玩家幫Jason） | 易家扬 | 林迈可 | 3:06 |
| 2.   | 《深夜书店》（许嵩，洛天依）                        | 许嵩   | 许嵩   | 4:20 |
| 3.   | 《追光使者》                                        | 易家扬 | 林迈可 | 3:16 |
| 4.   | 《花花世界》                                        | 刘子滔 | 刘子滔 | 3:13 |
| 5.   | 《神经病之歌》（洛天依，言和）                      | ilem   | ilem   | 2:56 |
| 6.   | 《花儿纳吉》（洛天依，言和）                        | ilem   | ilem   | 3:57 |

| 曲序 | 曲目                     |                     | 作曲              | 时长 |
| ---- | ------------------------ | ------------------- | ----------------- | ---- |
| 1.   | 《8102》                 | COP                 | COP               | 4:36 |
| 2.   | 《啦哒哒》               | 纪田月人            | 阿良良木健        | 3:46 |
| 3.   | 《最大化+》              | 雨狸                | 人形兔            | 3:28 |
| 4.   | 《风兮风兮》             | ilem                | ilem              | 3:35 |
| 5.   | 《斯芬克斯的谜底》       | 大♂古               | Li Zong           | 5:52 |
| 6.   | 《笔记本上的幻想世界》   | PoKeR               | PoKeR             | 3:28 |
| 7.   | 《斯人》                 | BenjaminChong，冥凰 | Kide              | 4:38 |
| 8.   | 《谎言是恋爱的开始》（） | 40mP                | 40mP              | 4:13 |
| 9.   | 《Monologue》            | 夏铜子              | G.K，味素，夏铜子 | 4:06 |

| 曲序 | 曲目               |            | 作曲         | 时长 |
| ---- | ------------------ | ---------- | ------------ | ---- |
| 1.   | 《万分之一的光》   | ChiliChill | ChiliChill   | 4:12 |
| 2.   | 《深蓝雨》         | COP        | COP          | 3:19 |
| 3.   | 《香草茶与黑咖啡》 | 人形兔     | 人形兔       | 3:22 |
| 4.   | 《专有秘密》       | 果汁凉菜   | 纯白         | 4:21 |
| 5.   | 《风的祈求者》     | 沈病娇     | 花之祭P      | 3:16 |
| 6.   | 《玫瑰色请柬》     | 南岐       | 希望索任合资 | 4:09 |
| 7.   | 《又见月光光》     | 冥凰       | 银临         | 4:48 |
| 8.   | 《无由无用无穷》   | Jusf周存   | Jusf周存     | 3:49 |

| 曲序 | 曲目             |             | 作曲        | 时长 |
| ---- | ---------------- | ----------- | ----------- | ---- |
| 1.   | 《心印》         | Luna Safari | Luna Safari | 4:06 |
| 2.   | 《66CCFF》       | 皓月        | 杉田朗      | 3:55 |
| 3.   | 《万分之一的光》 | ChiliChili  | ChiliChili  | 4:12 |
| 4.   | 《纯蓝》         | COP         | COP         | 3:08 |
| 5.   | 《一半一半》     | 鸟爷        | 鸟爷        | 4:30 |
| 6.   | 《I Love You》   | 苍十三      | 阿良良木健  | 4:38 |
| 7.   | 《夏虫》         | 果汁凉菜    | LS          | 4:19 |
| 8.   | 《一花依世界》   | 杏花包子    | LS          | 4:47 |
| 9.   | 《光与影的对白》 | COP         | COP         | 4:08 |
| 10.  | 《为了你唱下去》 | COP         | COP         | 5:04 |

| 曲序 | 曲目                               |          | 作曲                      | 时长 |
| ---- | ---------------------------------- | -------- | ------------------------- | ---- |
| 1.   | 《热带夜》                         | 和田野   | PoKeR                     | 4:05 |
| 2.   | 《万能处方》                       | 公兔     | 公兔                      | 4:48 |
| 3.   | 《免费主义》                       | 果汁凉菜 | iKz                       | 3:44 |
| 4.   | 《晚安糖果罐》                     | 叶尖尖   | Turkey and Bremen，人形兔 | 4:09 |
| 5.   | 《恋爱色魔法》                     | Key-光玉 | HoneyWorks                | 3:59 |
| 6.   | 《怪诞集会》                       | 纪远     | 沈诗琪                    | 3:18 |
| 7.   | 《视线网》                         | SuYa     | G.K                       | 4:07 |
| 8.   | 《喃木诺娜》                       | 冥凰     | 纯白                      | 3:38 |
| 9.   | 《回调电子万年历可以回到千禧年吗》 | 南羽     | 依溪禾                    | 3:48 |
| 10.  | 《昨日之声》                       | Tuno桐音 | Tuno桐音                  | 4:18 |

| 曲序 | 曲目           |                 | 作曲                      | 时长 |
| ---- | -------------- | --------------- | ------------------------- | ---- |
| 1.   | 《镜的绮想》   | 名悦事只大螃蟹  | 水蜜桃味的茗酱            | 4:20 |
| 2.   | 《幻惑》       | 林檎            | 髅髅                      | 3:47 |
| 3.   | 《躬行仙事记》 | 归羌            | iKz                       | 3:40 |
| 4.   | 《月华舞》     | LunaSafari/冥凰 | Turkey and Bremen，人形兔 | 4:03 |
| 5.   | 《云上城堡》   | 陈冰果          | 石羽函                    | 3:42 |

| 曲序 | 曲目             |                | 作曲           | 时长 |
| ---- | ---------------- | -------------- | -------------- | ---- |
| 1.   | 《再声 Recall》  | Nobutaka Ishii | Nobutaka Ishii | 3:44 |
| 2.   | 《蝴蝶》         | 温莨           | 瞿子千         | 3:36 |
| 3.   | 《嘘八百》       | イマニシ       | イマニシ       | 3:10 |
| 4.   | 《心空》         | 唯Tu           | 芹菜猪肉大馄饨 | 4:18 |
| 5.   | 《歪歪？》       | KBShinya       | PoKeR_扑克     | 4:33 |
| 6.   | 《心里有鬼》     | 灵犀素心       | 潜移默化       | 3:05 |
| 7.   | 《化作繁星》     | 鸽稀拉         | 鸽稀拉         | 5:07 |
| 8.   | 《世末积雨云》   | COP            | COP            | 5:17 |
| 9.   | 《三月雨》       | 圣月樱泪       | Wing翼         | 4:17 |
| 10.  | 《Aloud》        | 果汁凉菜       | 闹闹           | 3:05 |
| 11.  | 《春日平行线》   | LLABB          | 小野道ono      | 3:58 |
| 12.  | 《最完美的夏天》 | 木一           | Tank           | 3:40 |

| 曲序 | 曲目         |          | 作曲            | 时长 |
| ---- | ------------ | -------- | --------------- | ---- |
| 1.   | 《歌行四方》 | 乐仔     | 徐肖            | 3:43 |
| 2.   | 《天上的风》 | 果汁凉菜 | 郑子文          | 3:51 |
| 3.   | 《雪山之眼》 | 果汁凉菜 | 郑子文/旦增益西 | 4:23 |
| 4.   | 《黔歌行》   | 胡志敏   | 李建衡          | 3:51 |
| 5.   | 《天山之外》 | 向涵     | Takanashi       | 3:43 |

| 曲序 | 曲目         |               | 作曲                 | 时长 |
| ---- | ------------ | ------------- | -------------------- | ---- |
| 1.   | 《戏游九州》 | 元和令/付茂华 | 刘兆伦/丁嘉昱/俞佳乐 | 3:09 |
| 2.   | 《金鳞甲》   | 温莨          | 瞿子千               | 3:45 |
| 3.   | 《倒瞰清白》 | 果汁凉菜      | 郑子文               | 3:23 |
| 4.   | 《聘书》     | 温莨          | 瞿子千               | 4:10 |

### 迷你专辑
作为主打艺术家
| 标题      | 专辑详情                                                                       | 曲目 |
| --------- | ------------------------------------------------------------------------------ | --- |
| 《洛Luo》 | - 发行日期：2024年2月2日 - 唱片公司：索尼音乐中国 - 格式：CD，流媒体，数字下载 | \| 曲序 \| 曲目 \| 词曲 \| \| ---- \| ---------------- \| --------------------------------------------------------------------- \| \| 1. \| 〈登陆宇宙〉 \| Max Lee \| \| 2. \| 〈蝶变〉 \| Richelle Alleyne，X Li，Paul Kratter，Huntter Bennet Ney，Laamp Music \| \| 3. \| 〈山妖〉 \| 王樾安 \| \| 4. \| 〈粉色夕阳〉 \| Shogo Hataya \| \| 5. \| 〈记不完的名字〉 \| Takaaki Utsumi \| |
| 曲序      | 曲目                                                                           | 词曲 |
| 1.        | 〈登陆宇宙〉                                                                   | Max Lee |
| 2.        | 〈蝶变〉                                                                       | Richelle Alleyne，X Li，Paul Kratter，Huntter Bennet Ney，Laamp Music |
| 3.        | 〈山妖〉                                                                       | 王樾安 |
| 4.        | 〈粉色夕阳〉                                                                   | Shogo Hataya |
| 5.        | 〈记不完的名字〉                                                               | Takaaki Utsumi |

### 翻唱专辑
作为主打艺术家
| 曲序 | 曲目                |             | 作曲        | 时长 |
| ---- | ------------------- | ----------- | ----------- | ---- |
| 1.   | 〈各自的战斗〉      | Agui        | Agui        | 4:28 |
| 2.   | 〈Arirang〉         | Ga Gain     | Ga Gain     | 3:35 |
| 3.   | 〈Alone〉           | 45°         | Kimpaksa    | 4:51 |
| 4.   | 〈Burn〉            | Dr. Yun     | Dr. Yun     | 4:00 |
| 5.   | 〈Connection〉      | Seibin      | Seibin      | 3:49 |
| 6.   | 〈See U Tommorrow〉 | Tan N Sonny | Tan N Sonny | 2:24 |
| 7.   | 〈梅花〉            | Indigo aria | Indigo aria | 3:35 |

| 曲序 | 曲目               | 词曲    | 时长 |
| ---- | ------------------ | ------- | ---- |
| 1.   | 〈From.天依〉      | Dr. Yun | 3:24 |
| 2.   | 〈停止时间的女孩〉 | Dr. Yun | 4:47 |
| 3.   | 〈星〉             | Dr. Yun | 4:24 |
| 4.   | 〈Burn〉           | Dr. Yun | 4:09 |
| 5.   | 〈Why〉            | Dr. Yun | 3:59 |
| 6.   | 〈Be My Boy〉      | Dr. Yun | 3:52 |
| 7.   | 〈Paparoach〉      | Dr. Yun | 4:04 |

## 影视作品

### 电视节目
| 年份   | 标题           | 频道           | 注释                                           |
| ------ | -------------- | -------------- | ---------------------------------------------- |
| 2017年 | 《天天向上》   | 湖南卫视       | 〈66CCFF〉                                     |
| 2018年 | 《经典咏流传》 | 中国中央电视台 | 〈但愿人长久〉（与王珮瑜）                     |
| 2020年 | 《天赐的声音》 | 浙江卫视       | 〈芒种〉（与张韶涵），〈万古生香〉（与白举纲） |
| 2021年 | 《2060》       | 江苏卫视       | 〈达拉崩吧〉〈未完成的·乐章〉                  |

### 特别节目
| 年份   | 标题                                             | 频道           | 注释                                           |
| ------ | ------------------------------------------------ | -------------- | ---------------------------------------------- |
| 2016年 | 《2016湖南卫视小年夜春晚》                       | 湖南卫视       | 〈花儿纳吉〉（与杨钰莹）                       |
| 2016年 | 《2016湖南卫视中秋之夜》                         | 湖南卫视       | 报幕                                           |
| 2016年 | 《湖南卫视2017跨年演唱会》                       | 湖南卫视       | 〈九九八十一〉（与马可、乐正绫），〈追光使者〉 |
| 2017年 | 《2017湖南卫视中秋之夜》                         | 湖南卫视       | 〈彩云追月〉（与狮子合唱团、乐正绫、乐正龙牙） |
| 2017年 | 《2017江苏卫视跨年演唱会》                       | 江苏卫视       | 〈随它吧〉（与周华健）                         |
| 2018年 | 《2019江苏卫视跨年演唱会》                       | 江苏卫视       | 〈达拉崩吧〉（与薛之谦）                       |
| 2019年 | 《Bilibili晚会：二零一九最美的夜》               | 哔哩哔哩弹幕网 | 〈茉莉花〉（与方锦龙）                         |
| 2020年 | 《2020东西南北贺新春》                           | 中国中央电视台 | 〈茉莉花〉（与迪玛希）                         |
| 2020年 | 《奋斗的青春最美丽——2020 年五·四青年节特别节目》 | 中国中央电视台 | 〈少年〉                                       |
| 2020年 | 《2020最美的夜 bilibili晚会》                    | 哔哩哔哩弹幕网 | 〈夜航星〉                                     |
| 2021年 | 《一年又一年》                                   | 中国中央电视台 | 预热                                           |
| 2021年 | 《2021年中央广播电视总台春节联欢晚会》           | 中国中央电视台 | 〈听我说〉（与王源、月亮姐姐）                 |
| 2022年 | 《2022江苏卫视跨年演唱会》                       | 江苏卫视       | 〈卡路里〉，〈普通Disco〉（与硬糖少女303）     |
| 2022年 | 《中国梦·我的梦——2022中国网络视听年度盛典》      | 多个           | 〈茉莉花〉（与方锦龙）                         |
| 2022年 | 《2022年中央广播电视总台元宵晚会》               | 中国中央电视台 | 〈Time to Shine〉（与刘宇宁）                  |

## 现场演出

### 音乐会
| 日期          | 活动                                      | 场地                                |
| ------------- | ----------------------------------------- | ----------------------------------- |
| 2017年6月17日 | Vsinger Live 2017洛天依全像演唱会         | 上海梅赛德斯-奔驰文化中心           |
| 2018年7月14日 | 洛天依&言和2018生日会                     | 上海杨浦大剧院                      |
| 2019年2月23日 | 虚拟歌手洛天依&郎朗全息演唱会             | 上海梅赛德斯-奔驰文化中心           |
| 2019年7月12日 | 2019洛天依生日会                          | 上海环球金融中心94楼                |
| 2020年7月12日 | 洛天依生日会2020                          | 线上举办                            |
| 2020年8月21日 | 2020 Vsinger Live                         | 线上举办                            |
| 2021年7月12日 | 2021.7.12洛天依生日会                     | 上海梅赛德斯-奔驰文化中心音乐俱乐部 |
| 2022年7月12日 | 洛天依十周年生日会                        | 线上举办                            |
| 2024年10月5日 | 洛天依「歌行宇宙」无限共鸣·全息演唱会     | 上海静安体育中心                    |
| 2025年7月19日 | 2025洛天依「无限共鸣·流光协奏」全息演唱会 | 北京国家体育馆副馆                  |

### 嘉宾演出
| 日期          | 活动                                              | 注释 |
| ------------- | ------------------------------------------------- | --- |
| 2013年1月19日 |                                                   | 〈66CCFF〉 |
| 2016年7月23日 | Bilibili Macro Link 2016                          | 〈66CCFF〉〈Connect~心的连接~〉〈夜舞〉 |
| 2017年3月18日 | “青年晚报”——许嵩2017上海演唱会                    | 〈追光使者〉，〈深夜书店〉（与许嵩） |
| 2018年7月20日 | Bilibili Macro Link-Visual Release × Vsinger Live | 〈Connect~心的连接~〉，〈达拉崩吧〉（与言和），〈Hear Me！〉〈夜舞〉〈追光使者〉〈漂亮面对〉〈权御天下〉〈千年食谱颂〉，〈一半一半〉（与言和、乐正绫），〈夏日活荔〉，〈霜雪千年〉（与乐正绫），〈小柠檬〉〈谎言是恋爱的开始〉〈夢想→World→歌唱〉，〈普通Disco〉（与言和、乐正绫、乐正龙牙），〈为了你唱下去〉 |
| 2019年5月18日 | 2019荔枝声音节                                    | 〈权御天下〉〈千年食谱颂〉〈小柠檬〉〈中华铄金娘〉〈夜舞〉 |
| 2019年7月19日 | Bilibili Macro Link-Visual Release 2019           | 〈Connect~心的连接~〉〈绝体绝命〉〈Starlight〉〈PinkBlue〉（ピンクブルー）〈心里有鬼〉〈神女别〉〈Shyuwa Shyuwa〉〈Hear Me！〉〈Attack！〉〈Romio & Cinderella〉（ロミオとシンデレラ），〈与你同行～B With U〉（与初音未来），〈再来一杯〉（与22、33、初音未来）                                                                             |
| 2019年9月22日 | Diva XR Festival                                  | 〈66CCFF〉〈千年食谱颂〉〈Draw〉（ドロー）〈T.A.O〉 |
| 2021年7月9日  | Bilibili Macro Link-Visual Release 2021           | 〈万分之一的光〉〈香草茶与黑咖啡〉〈安娜的橱窗〉〈美好生活上买单吧〉，〈谎言是恋爱的开始〉（与鹿乃） |

## 另請參閱
- V  Vsinger

  言和
त  乐正绫
ट  乐正龙牙
च  羽摩柯
क  墨清弦

- 初音未来

## 脚注

## 外部連結
官方网站
- 官方网站 （简体中文）
- 日语官网（爱贝克斯代理）（日語）

视频媒体账户
- 洛天依的哔哩哔哩个人空间（简体中文）
- YouTube上的洛天依頻道（爱贝克斯代理）

社交账户
- 洛天依的新浪微博
- 洛天依的X（前Twitter）（日語）
- 洛天依的Facebook專頁